# Idle
El idle o Idle Time es la inactividad de un usuario en IRC, que no quiere decir que no esté; sólo toma la inactividad dentro de IRC, no enteramente en la computadora. El servidor en el cual el usuario se encuentra es el que toma el idle, el cliente de IRC no. Sin embargo el idle no cuenta cuando se trabaja en Status, no toma si se ponen comandos por Status o se maneja el cliente de IRC de otra manera. Existen redes que reenvían los usuarios a un canal llamado #idle por un cierto tiempo de inactividad, forzándolos a entrar.
Para resetear el idle se usa el cmd /resetidle que lleva a cero al identificador $idle
A continuación algunas redes con canales nombrados por idle.
- Facebook
- GTalk
- Resident Idle
- IRC-Chile
- IRCNet
- DeltaAnime
- GlobalTechWeb
- Undernet
- QuakeNet
- PTet
- FreeQuest
- Cyanide-x
- AbleNet
- P2PChat
- German-FreakZ
- SwiftIRC
- EsperNet
- PTnet
- Cyanide-x
- XeroMem
- WildGhosts
- Habbo

Son solo algunas redes que en los canales se dedican a hacer idle con su nick o psy.
La mayoría de la gente que se deja idle es de personas que están ocupadas haciendo otras cosas, trabajando o simplemente no está en la pc y compiten por un idle más extenso.
- Datos: Q5908828